# Tyler Cook
Tyler Cook, né le 23 septembre 1997 à Saint-Louis dans le Missouri, est un joueur américain de basket-ball évoluant au poste de pivot.

## Biographie

### Cavaliers de Cleveland (2019-2020)
Le 21 octobre 2019, il signe un contrat two-way avec les Cavaliers de Cleveland pour la saison à venir. Le 4 janvier 2020, son contrat est converti en contrat standard. Le 6 janvier, il est coupé. Le 10 janvier 2020, il resigne pour les Cavaliers de Cleveland, cette fois-ci via un contrat de 10 jours.
Entre le 9 et le 30 janvier 2020, il est envoyé plusieurs fois en G-League chez le Charge de Canton.
Le 16 janvier 2020, il est transféré au Blue d'Oklahoma City.

### Nuggets de Denver (2020-2021)
Le 28 juin 2020, il signe jusqu'à la fin de saison avec les Nuggets de Denver via un contrat two-way.
Le 8 janvier 2021, il rejoint les Wolves de l'Iowa en G-League.

### Nets de Brooklyn (fév. 2021)
Le 24 février 2021, il signe un contrat de 10 jours avec les Nets de Brooklyn.

### Pistons de Détroit (mars-juillet 2021)
Le 15 mars 2021, il signe un contrat de 10 jours avec les Pistons de Détroit. Le 6 avril 2021, il signe jusqu'à la fin de saison avec la franchise du Michigan. Il est licencié le 31 juillet 2021.

### Bulls de Chicago (2021-2022)
Il rejoint les Bulls de Chicago en octobre 2021 sous la forme d'un contrat two-way.

## Statistiques

### Universitaires
| Saison    | Équipe | Matchs | Titul. | Min./m | % Tir | % 3pts | % LF | Rbds/m. | Pass/m. | Int/m. | Ctr/m. | Pts/m. |
| --------- | ------ | ------ | ------ | ------ | ----- | ------ | ---- | ------- | ------- | ------ | ------ | ------ |
| 2016-2017 | Iowa   | 27     | 26     | 24,5   | 55,4  | 25,0   | 59,8 | 5,30    | 0,96    | 0,67   | 0,41   | 12,26  |
| 2017-2018 | Iowa   | 33     | 33     | 28,0   | 56,6  | 14,3   | 66,1 | 6,79    | 1,76    | 0,64   | 0,58   | 15,33  |
| 2018-2019 | Iowa   | 33     | 33     | 30,8   | 51,0  | 0,0    | 64,4 | 7,64    | 2,42    | 0,73   | 0,55   | 14,48  |
| Total     | Total  | 93     | 92     | 28,0   | 54,2  | 14,3   | 63,9 | 6,66    | 1,76    | 0,68   | 0,52   | 14,14  |

### Professionnelles
gras = ses meilleures performances

#### Saison régulière
| Saison    | Équipe    | Matchs | Titul. | Min./m | % Tir | % 3pts | % LF  | Rbds/m. | Pass/m. | Int/m. | Ctr/m. | Pts/m. |
| --------- | --------- | ------ | ------ | ------ | ----- | ------ | ----- | ------- | ------- | ------ | ------ | ------ |
| 2019-2020 | Cleveland | 11     | 0      | 3,2    | 70,0  | 0,0    | 83,3  | 0,91    | 0,09    | 0,09   | 0,00   | 1,73   |
| 2019-2020 | Denver    | 2      | 0      | 9,6    | 50,0  | 0,0    | 100,0 | 2,00    | 0,00    | 1,00   | 0,00   | 2,00   |
| 2020-2021 | Brooklyn  | 4      | 0      | 4,1    | 33,3  | 0,0    | 0,0   | 0,50    | 0,50    | 0,00   | 0,00   | 0,50   |
| Total     | Total     | 17     | 0      | 4,2    | 60,0  | 0,0    | 87,5  | 0,94    | 0,18    | 0,18   | 0,00   | 1,47   |

Mise à jour le 12 mars 2021

#### Playoffs
| Saison | Équipe | Matchs | Titul. | Min./m | % Tir | % 3pts | % LF | Rbds/m. | Pass/m. | Int/m. | Ctr/m. | Pts/m. |
| ------ | ------ | ------ | ------ | ------ | ----- | ------ | ---- | ------- | ------- | ------ | ------ | ------ |
| 2020   | Denver | 1      | 0      | 4,2    | 0,0   | 0,0    | 0,0  | 2,00    | 0,00    | 0,00   | 0,00   | 0,00   |
| Total  | Total  | 1      | 0      | 4,2    | 0,0   | 0,0    | 0,0  | 2,00    | 0,00    | 0,00   | 0,00   | 0,00   |

Mise à jour le 12 mars 2021